# Waltheria glazioviana
Waltheria glazioviana är en malvaväxtart som beskrevs av Karl Moritz Schumann. Waltheria glazioviana ingår i släktet Waltheria och familjen malvaväxter. Inga underarter finns listade i Catalogue of Life.